# Super Aguri
A Super Aguri F1 Team foi uma equipe de Fórmula 1 que estreou na temporada de 2006. A equipe, fundada pelo ex-piloto de Fórmula 1 Aguri Suzuki, foi baseada em Tóquio, Japão mas também operou na antiga fábrica da Arrows em Leafield, Reino Unido. Os carros feitos pela equipe foram chamados de Aguri Honda. Foi uma espécie de equipe B da Honda Racing F1 Team (antiga British American Racing). Aguri Suzuki anunciou a retirada da equipe do campeonato em 6 de maio de 2008, devido as dificuldades financeiras.

## Pilotos
Em sua primeira temporada em 2006, os pilotos foram os japoneses Takuma Sato e Yuji Ide. Depois do Grande Prêmio de San Marino, Ide teve sua Superlicença (documento que permite ao piloto participar da corrida) cassada por se envolver em um acidente com o holandês Christijan Albers, da Midland, assim não pôde mais correr. Yuji foi substituído pelo francês Franck Montagny, que correu até o Grande Prêmio da França. A partir da corrida seguinte, foi substituído por um outro japonês, Sakon Yamamoto, que disputou as corridas restantes de 2006. Para a temporada de 2007 a equipe manteve Sato e contratou o inglês Anthony Davidson (ex-Minardi e BAR). Ambos permaneceram por toda a temporada 2007 e correram nos quatro primeiros GP's da temporada 2008 pela equipe, até o anúncio de sua retirada do campeonato no dia 6 de maio de 2008 na Espanha, devido a uma crise financeira da equipe.

## Momento marcante
O momento mais marcante da história da Super Aguri foi a magnífica ultrapassagem de Sato sobre o espanhol Fernando Alonso no Grande Prêmio do Canadá de 2007. Antes da última curva do Circuito Gilles Villeneuve, o Japonês passou Alonso, que estava pilotando uma McLaren, mas estava tendo problemas nos freios, para a festa dos torcedores, principalmente dos japoneses.[carece de fontes?]

## Pilotos
| Ano  | Nome           | Carro     | Pneus       | Motor | Óleo  | Pilotos                                             | Pilotos de testes             | Classificação  |
| ---- | -------------- | --------- | ----------- | ----- | ----- | --------------------------------------------------- | ----------------------------- | -------------- |
| 2008 | Super Aguri F1 | SA08      | Bridgestone | Honda | Eneos | Takuma Sato Anthony Davidson                        | James Rossiter                | 11° (0 ponto)* |
| 2007 | Super Aguri F1 | SA07      | Bridgestone | Honda | Eneos | Takuma Sato Anthony Davidson                        | Sakon Yamamoto James Rossiter | 9º (4 pontos)  |
| 2006 | Super Aguri F1 | SA05 SA06 | Bridgestone | Honda | Eneos | Takuma Sato Yuji Ide Franck Montagny Sakon Yamamoto | Franck Montagny Yuji Ide      | 11º (0 ponto)  |

- Abandonou o campeonato após disputar apenas as quatro primeiras corridas.

## Motor
Desde a sua temporada de estreia até a falência da equipe, a Super Aguri usou o motor V8 da Honda.

## Resumo da Equipe
- - 2006: 11ª no mundial, sem pontos
  - 2007: 9ª  no mundial, com 4 pontos
  - 2008; 11ª no mundial, sem pontos*
- Abandonou na 5ª corrida do ano.